# Simson bedreigt zijn schoonvader
Simson bedreigt zijn schoonvader is een schilderij van Rembrandt in de Gemäldegalerie van de Staatliche Museen zu Berlin.

## Voorstelling
Het stelt Simson voor, een figuur uit het Bijbelboek Rechters, die het volk Israël moest beschermen tegen invallen van de Filistijnen. Hij is te herkennen aan zijn lange haren, waaraan hij zijn grote fysieke kracht ontleende. Simson wordt verliefd en trouwt met een Filistijnse vrouw. Hun bruiloft leidt echter tot een grote ruzie, waarbij Simson dertig Filistijnen ombrengt. Ook verlaat hij zijn vrouw. Op het schilderij balt Simson zijn vuist tegen een oude man met een rood keppeltje, die uit het raam kijkt. Achter hem staan twee Afrikaanse jongens. Aan zijn gordel hangt een zwaard met een gouden handvat.
Hij balt zijn vuist tegen zijn schoonvader. Hij wil zich weer verzoenen met zijn bruid, maar haar vader heeft haar al aan een ander ten huwelijk gegeven. Uit woede vernietigt Simson de korenvelden en ook de wijn- en olijfgaarden van de Filistijnen. Als de Filistijnen erachter komen dat Simson dit gedaan had steken ze het huis van zijn schoonvader in brand, waarbij zijn schoonvader en zijn bruid om het leven komen.

## Toeschrijving en datering
Het werk is rechtsmidden gesigneerd en gedateerd ‘Rembrandt·ft·163[5]’. Het laatste cijfer is weggevallen, maar een reproductieprent van de Duitse prentkunstenaar Georg Friedrich Schmidt geeft het jaartal 1635 aan.

## Herkomst
Het werk is afkomstig uit de verzameling van de koningen van Pruisen (later keizers van Duitsland). In het midden van de 18e eeuw bevond het zich al in de verzameling van Frederik de Grote in Potsdam. Vanaf 1830 bevindt het zich in de Könichliche Gemäldegalerie (tegenwoordig de Gemäldegalerie van de Staatliche Museen zu Berlin). Omstreeks 1945-1946 bevond het zich korte tijd in het Central Collecting Point in Marburg/Wiesbaden, een verzamelpunt voor diverse door de nazi's verzamelde roofkunst. Daarna keerde het weer terug naar Berlijn.